# Juve Alfa Pomigliano 1949-1950
Questa voce raccoglie le informazioni riguardanti la Juve Alfa Pomigliano nelle competizioni ufficiali della stagione 1949-1950.

## Rosa
| N. |                   | Ruolo | Calciatore    |
| -- | ----------------- | ----- | ------------- |
|    | Italia (bandiera) | C     | Surano        |
|    | Italia (bandiera) | C     | Coppolino     |
|    | Italia (bandiera) | A     | Capone        |
|    | Italia (bandiera) | D     | Cerciello     |
|    | Italia (bandiera) | D     | Dal Monte     |
|    | Italia (bandiera) | D     | D'Ambrosio II |
|    | Italia (bandiera) | D     | De Giovanni   |
|    | Italia (bandiera) | A     | Di Stasio     |

| N. |                   | Ruolo | Calciatore  |
| -- | ----------------- | ----- | ----------- |
|    | Italia (bandiera) | A     | Marchetto   |
|    | Italia (bandiera) | D     | Pannoli     |
|    | Italia (bandiera) | A     | Passariello |
|    | Italia (bandiera) | C     | Pavesi      |
|    | Italia (bandiera) | P     | Pesenti     |
|    | Italia (bandiera) | A     | Scano       |
|    | Italia (bandiera) | A     | Stricelli   |
|    | Italia (bandiera) | C     | Vitolo      |